# Neon (альбом)
Neon — шестой студийный альбом финской рок-группы Negative, вышедший в 2010 году.

## Об альбоме
Альбом записывался в студии Broken Wave в Лос-Анджелесе. Продюсером стал Джефф Блю, в своё время открывший группу Linkin Park, а звукорежиссёром — Уоррен Райкер, работавший с Майклом Джексоном, Korn и Карлосом Сантаной. Пластинка вышла на лейбле Warner Music 2 июня 2010 года. Релиз альбома задержался в связи с тем, что на той же студии записывалась другая финская рок-группа HIM.
Neon выдержан в стиле коммерческого готик-метала, известного слушателям по творчеству других скандинавских групп, таких как The Rasmus и HIM. На сайте Metal Storm провели параллели с такими группами, как Lullacry, Charon и To/Die/For, а также глэм-метал-коллективами 1980-х годов. Композиции построены вокруг меланхоличного вокала солиста Йонне Аарона, исполняющего как неторопливые акустические баллады, так и быстрые рок-боевики. Заключительная композиция альбома исполнена дуэтом с приглашённой вокалисткой Кирсти Анна-Урпа.

## Список композиций
1. «No One Can Save Me Tonight»
2. «End Of The Line»
3. «Love That I Lost»
4. «Blood On Blood»
5. «Believe»
6. «Celestial Summer»
7. «Jealous Sky»
8. «Day I’m Living For»
9. «Since You’ve Been Gone»
10. «Kiss Of Hope»
11. «Fucking Worthless»
12. «Neon Rain»